# Kineski vrabac
Kineski vrabac ili Russetov vrabac (lat. Passer rutilans) je vrsta vrapca koji živi u planinskim šumama diljem Azije. Duge je oko 14 cm. Gornji dio tijela je kestenjaste boje s tamnim tragovima, a rep je tamnosmeđe boje. Vrat je crne, a obrazi su prljavobijele boje. Obično se viđa pojedinačno ili u paru. Hrani se kukcima, voćem, sjemenkama i poljoprivrednim proizvodima. Kod mužjaka kljun je tamnosive boje, a kod ženki je žute boje s tamnim vrhom. Vjerojatna populacija kineskog vrapca je oko 1000 jedinki. Postoji dosta poštanskih markica s likom kineskog vrapca.

## Vanjske poveznice
- Poštanske marke